# Hong Kong Phooey
Hong Kong Phooey es una serie de 16 episodios (31 cortos) de Hanna-Barbera estrenada y emitida en la ABC desde el día 7 de septiembre de 1974 al 4 de septiembre de 1976.El programa volvió en repeticiones en 1978 y 1981, y se incluyó en el bloque Cartoon Express de USA Network durante la década de 1980. La estrella, Hong Kong Phooey, es el alter ego secreto de Penrod Pooch, o Penry (a veces mal pronunciado "Henry"), un "apacible conserje", como suelen definirle, de la estación de policía. 
Penry se disfraza de Hong Kong Phooey saltando dentro de un archivador (al hacerlo siempre se queda atascado y es liberado por su gato rayado llamado Spot) y una vez disfrazado, se equipa con el vehículo "Phooeymobile" que se transforma en un barco, un avión o una cabina telefónica, dependiendo de las circunstancias.

## Argumento
Una llamada telefónica y Henry tira su escoba en el suelo, salta en dirección el último cajón de un fichero, que después de cuatro golpes dados por el gato Spot se abre el primer cajón y entra nuestro super-héroe. Cae sobre una tabla de planchar ropa, que abre un pasaje secreto, se cae sobre un sofá viejo que lo tira hacia un cubo de basura. Enseguida, como por arte de magia, sale en su coche vestido de oriental que, al sonar un pequeño gongo, se transforma en varios otros vehículos de transporte.
De esta forma empiezan siempre las aventuras de Hong Kong Phooey, el superhéroe número uno de la ciudad. Aunque no tiene ningún superpoder, Penry se cree todo un experto en artes marciales gracias a su Libro de Kung-Fu de Hong Kong, en el cual vienen explicadas toda clase de técnicas profesionales de Kung-Fu. Poco se sabe de la credibilidad del libro, pero Penry está empeñado en ser un superhéroe y salvar al mundo cueste lo que cueste, aunque casi siempre le sale bien gracias a alguna que otra idea de su fiel amigo y ayudante de desventuras Spot y mucha suerte. Irónicamente, aunque Hong Kong Phooey sea una risa de héroe siempre sale bien parado y tiene muchos admiradores en la ciudad y en otras partes del mundo gracias a su fama. No hay quien no conozca a Hong Kong Phooey, el héroe de pacotilla con más suerte del mundo.

## Voces
- Scatman Crothers - Hong Kong Phooey / Penrod "Penry" Pooch.
- Kathy Gori - Rosemary
- Joe E. Ross - Sargento Flint
- Don Messick - Spot

## Otras apariciones
- Laff-A-Lympics (1977-1978): Hong Kong Phooey apareció como personaje regular, siendo miembro de los Scooby Doodies.
- 2 perros tontos (1993): Hong Kong Phooey hace un cameo en el episodio Agent Penny de la serie animada Inspector Ardilla.
- What's New, Scooby-Doo? (2002): en el episodio "A Scooby-Doo Halloween", uno de los invitados de la fiesta va disfrazado como Hong Kong Phooey.
- Los autos locos (2017): en el episodio "Hong Kong Screwy", los corredores lo encuentran en China y lo ayudan a luchar contra las fuerzas de la malvada organización K.I.T.T.Y. dirigida por Golden Paw. También se reveló el origen de Hong Kong Phooey.
- Aparece en un bumper del 20 aniversario de "Cartoon Network"
- Apareció en un videojuego en la película ¡Scooby! (2020)